# Ґольська-Гута
Ґольська-Гута (пол. Golska Huta) — село в Польщі, у гміні Любень-Куявський Влоцлавського повіту Куявсько-Поморського воєводства.
Населення — 115 осіб (2011).
У 1975-1998 роках село належало до Влоцлавського воєводства.

## Демографія
Демографічна структура станом на 31 березня 2011 року:
|          | Загалом | Допрацездатний вік | Працездатний вік | Постпрацездатний вік |
| -------- | ------- | ------------------ | ---------------- | -------------------- |
| Чоловіки | 58      | 11                 | 39               | 8                    |
| Жінки    | 57      | 14                 | 33               | 10                   |
| Разом    | 115     | 25                 | 72               | 18                   |